# Rochecolombe
Rochecolombe ist eine französische Gemeinde mit 222 Einwohnern (Stand 1. Januar 2022) im Süden des Départements Ardèche in der Region Auvergne-Rhône-Alpes. Sie gehört zum Kanton Vallon-Pont-d’Arc und zum Kommunalverband Gorges de l’Ardèche.

## Geografie
Rochecolombe liegt auf einem Bergrücken zwischen den Tälern der Ardèche und der Ibie, 12 Kilometer südöstlich von Aubenas und 11 Kilometer nordöstlich von Ruoms, zwischen den Nachbargemeinden Saint-Maurice-d’Ardèche im Westen und Saint-Maurice-d’Ibie im Osten. Zur Gemeinde gehören der Ortskern, das alte verlassene Dorf und die Weiler Sauveplantade und Vaudanoux.

## Geschichte
Laut der Charta Vetus wurde Silva Plantada (Sauveplantade) im 7. Jahrhundert von Aginus und seiner Frau Pétronille dem Bischof von Viviers geschenkt. Die Bischöfe vergaben ab dem 11. Jahrhundert Lehen der Ortschaft. So bekam die Familie Vogüé, der Rochecolombe gehörte, ein Lehen in Sauveplantade.
Das alte Dorf wurde im 14. und 15. Jahrhundert an der Ruine des Donjons der mittelalterlichen Burg erbaut. Es lag höher als der heutige Ortskern.

### Bevölkerungsentwicklung
| Jahr                       | 1962 | 1968 | 1975 | 1982 | 1990 | 1999 | 2006 | 2018 |
| Einwohner                  | 189  | 1178 | 139  | 167  | 131  | 170  | 212  | 214  |
| Quellen: Cassini und INSEE |      |      |      |      |      |      |      |      |

## Sehenswürdigkeiten
- Die romanische Kirche Saint-Pierre de Sauveplantade wurde im 11. und 12. Jahrhundert erbaut. Eine ursprüngliche Kirche in Sauveplantade wurde in der Charta Vetus erwähnt. Die heutige Kirche wurde 1907 als Monument historique (historisches Denkmal) eingestuft.[3] Sie war ab dem 11. Jahrhundert Teil einer Priorei, die zum Benediktinerkloster von Cruas gehörte. Ihr Altar stammt aus der gleichen Zeit und wurde 1966 als Monument historique klassifiziert. Ein kupfernes Vortragekreuz aus dem 16. Jahrhundert gilt seit 1922 als Monument historique. Der Stein, auf dem das Taufbecken steht, ist ein Meilenstein aus gallo-römischer Zeit. Er wurde 1912 als Monument historique eingestuft.[4]
- Das Château de Rochecolombe und die dazugehörige mittelalterliche Stadt
- Der Wasserfall, aus dem die Ibie 30 Meter in die Tiefe stürzt

## Wirtschaft
Das Bild der Gemeinde ist von Wald, Weiden, Weinbergen und Obstbäumen geprägt. Wichtige Erwerbszweige der Rochecolombins sind Weinbau, Obstbau und die Zucht von Hausschafen und Hausziegen.